# Iso Haukijärvi (Gällivare socken, Lappland, 748827-176139)
Iso Haukijärvi är en sjö i Gällivare kommun i Lappland och ingår i Kalixälvens huvudavrinningsområde.